# Park-Klinik Weißensee
Die Park-Klinik Weißensee ist ein Krankenhaus der Regelversorgung im Berliner Ortsteil Weißensee des Bezirks Pankow in privater Trägerschaft. Sie entstand anstelle des früheren Städtischen Krankenhauses Weißensee, das wiederum aus einer Ende des 19. Jahrhunderts errichteten ersten Krankenbaracke auf dem heutigen Gelände hervorging. Die Park-Klinik Weißensee dient auch als Akademisches Lehrkrankenhaus der Charité. Betreiber der 1997 eröffneten medizinischen Einrichtung in der Schönstraße ist die Park-Klinik Weißensee GmbH.

## Geschichte
Die heutige Park-Klinik ist der dritte Krankenhausbau auf dem Gelände an der Schönstraße.

### Ab 1899: Krankenhausentstehung und -entwicklung

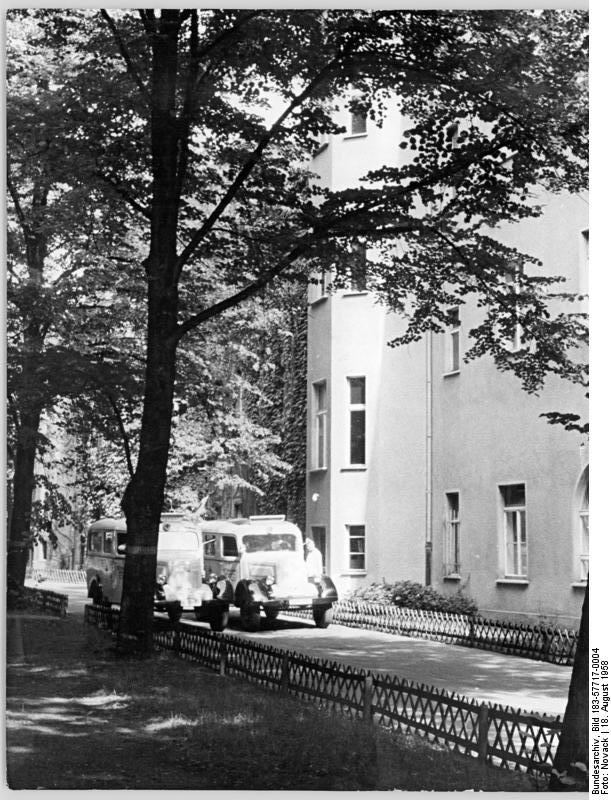
Städtisches Krankenhaus Weißensee, Schönstraße, 1958

Bereits 1899 ließ die Gemeinde Neu-Weißensee an der Schönstraße 61 – zwischen dem Friedhof Weißensee (Nr. 51–60) und einem Pferdemarkt (Nr. 62–68) – eine Krankenbaracke errichten, die anfangs schon als Krankenhaus bezeichnet wurde. Sie stand unter der Leitung einer Krankenpflegerin. Die konzentrierte Unterbringung von Kranken wurde notwendig, um die sprunghaft steigende Bevölkerung von Weißensee und Neu-Weißensee medizinisch gezielter versorgen zu können. Bis dahin kümmerten sich „vor Ort“ eine Handvoll niedergelassene Ärzte und Gemeindeschwestern um das gesundheitliche Wohl der Bewohner. Danach sammelte der Berliner Zweig des unter dem Protektorat der Kaiserin Auguste Viktoria gebildeten Vaterländischen Frauenvereins Spenden für ein festes Krankenhausgebäude auf dem benachbarten Grundstück.
Am 1. Oktober 1900 wurde das Auguste Victoria-Krankenhaus vom Roten Kreuz (später Auguste-Viktoria-), zwischen Schön- und Roelckestraße liegend, eingeweiht. Im Jahr 1910 verfügte das Krankenhaus über 120 Betten. Am 5. April 1913 wurden im Beisein von Prinz August Wilhelm von Preußen Erweiterungsbauten eröffnet, die die beiden zuvor vorhandenen Gebäude miteinander verbunden haben. In den Folgejahren erfolgten weitere Umbauten. 1920 wurde das Krankenhaus in Städtisches Krankenhaus Weißensee umbenannt.
Nach dem Zweiten Weltkrieg wurde die Fläche des 1937 geschlossenen Städtischen Pferdemarkts dem Krankenhaus als Park zugeschlagen. Das Gelände wird nun von der Roelckestraße (nördlich), der Schönstraße (südlich), den Rückseiten der Wohnbebauung in der Gäblerstraße (westlich) und dem Friedhof (östlich) begrenzt.
Ab 1948 entstand am Krankenhaus Weißensee auf den Grundmauern des alten Schwesternhauses die erste Poliklinik mit sieben Fachabteilungen und einer Tuberkulose-Beratungsstelle in Ost-Berlin und wurde am 21. März 1951 eröffnet. Zwischen 1954 und 1959 wurden weitere Erweiterungsbauten errichtet. 1954 wurde eine Hals-Nasen-Ohren-Abteilung eröffnet.

### Seit 1997: Park-Klinik
Nach der deutschen Wiedervereinigung verkaufte der damalige Bezirk Weißensee die Immobilie samt dem entsprechenden Grundstück. Die neuen Eigentümer beschlossen einen hochmodernen Krankenhausneubau zu errichten und ließen einen Teil der vorhandenen Bauwerke in der Häuserflucht der Schönstraße und auf dem Gelände abreißen.
Der Neubau erfolgte in der Schönstraße 80 auf dem Gelände des vormaligen Pferdemarkts, unmittelbar neben dem alten Krankenhaus Weißensee. Der symmetrisch ausgelegte Komplex besteht aus einem kompakten viereckigen Trakt um einen großzügigen Innenhof mit überdachtem vorgesetztem Eingangsbereich. Die Außenabmessungen des Gebäudeensembles betragen 82 × 95 Meter. Studenten der nahe gelegenen Kunsthochschule Berlin-Weißensee wurden in die künstlerische Gestaltung der Innenräume einbezogen. Sie veranlassten die Anbringung großzügig gestalteter und optimistisch stimmender Bilder und künstlerischer Wandelemente sowie die Aufstellung von Skulpturen. Auf deren Ideen geht auch das installierte Wegeleitsystem (Ausschilderung auf allen Stationen mit Farben und Symbolen) zurück. Der historisch gewachsene Park auf dem Gelände wurde in die Neugestaltung integriert.
Am 1. April 1997 wurde die Park-Klinik Weißensee im Neubau an der Schönstraße 80 eröffnet und übernahm den medizinischen Versorgungsauftrag des Städtischen Krankenhauses. Das medizinische Personal wurde größtenteils in die neue Einrichtung übernommen. Das historische Gebäude in der Schönstraße 90, eines der 1913 feierlich eingeweihten Erweiterungsgebäude, wird als Ärztehaus durch das Medizinische Versorgungszentrum (vormals: Poliklinik) der Park-Klinik genutzt.
Das zehnjährige Bestehen der Park-Klinik Weißensee wurde nicht gefeiert, sondern aus diesem Anlass der Kinder- und Jugendeinrichtung Die Arche 10.000 Euro für die Einrichtung eines Erste-Hilfe-Raumes gespendet.
Ab 2019 wird auf dem Gelände unmittelbar anschließend an den vorhandenen Komplex, eine neue Notaufnahme errichtet.

## Medizinisches Spektrum (Auswahl)
Die Parkklinik unterhält in zahlreichen Fachabteilungen (Erste-Hilfe-Stelle, Chirurgie, Plastische Chirurgie, Gynäkologie und Geburtshilfe, Kardiologie, HNO, Innere Medizin und Rheumatologie, Neurologie und Orthopädie) unter anderem die Bereiche Viszeral- und minimalinvasive Chirurgie, Anästhesiologie, Intensivmedizin, Bildgebende Diagnostik, Darmkrebszentrum, Diagnostiklabor, Unfallchirurgie, (Eigenes) Therapiezentrum, Ästhetische Chirurgie, Handchirurgie und stationäre Schmerztherapie. Ihre besonderen Schwerpunkte sind:
- Schlaganfallversorgung (Stroke Unit)
- Brustzentrum
- Endoprothetik
- Wirbelsäulenchirurgie
- Mikrochirurgie der Nasennebenhöhlen, funktionell-ästhetische Nasenchirurgie
- Therapie bei Parkinsonerkrankung
- Darmkrebs- und gynäkologisches Krebszentrum
- Diabetesberatung, Diät- und Ernährungsberatung.[13]

Mit einem Sozialdienst, einem Gesundheitsforum sowie wechselnden Kunstausstellungen in den Eingangsbereichen und Konzerten („Kunst als Krankengymnastik für Geist und Seele“) wird der Gesundungsprozess der Patienten mental unterstützt. Für Spaziergänge im Parkgelände wurde der Park der Sinne geschaffen mit Taststeinen, Kräuter- und Duftbeeten oder speziellen therapeutischen Bewegungsmöglichkeiten. 
Mit der Schlosspark-Klinik in Berlin-Charlottenburg besteht eine enge medizinische und organisatorische Kooperation.
Direkt neben dem Hauptgebäude der eigentlichen Park-Klinik befindet sich ein Ärztehaus, in dem verschiedene unabhängige Vertragsärzte sowie im klinikassoziierten Medizinischen Versorgungszentrum (MVZ) Rheumatologen, ein Gastroenterologe sowie zwei Gynäkologen ambulante Behandlungen durchführen. Für nicht-stationäre Nachsorge arbeitet das Klinik-Management mit einer eigenen Hauskrankenpflege Park Vital „Pflege zu Hause“ zusammen.

## Verwaltung und einige statistische Angaben
Im Jahr 2004 wurde die Park-Klinik Weißensee als erstes Berliner Krankenhaus der Grund- und Regelversorgung nach den Richtlinien der Kooperation für Transparenz und Qualität im Gesundheitswesen (KTQ) zertifiziert, Anfang 2010 wurde das Verfahren erfolgreich wiederholt. Die Klinik hat einen Patientenfürsprecher festgelegt, der sich um konkrete Angelegenheiten der Patienten kümmert. Zur Unterstützung von Kindern, die hier behandelt werden, besteht die Möglichkeit des Rooming in.
Die Park-Klinik betreibt ein eigenes Qualitätsmanagement, sie stellt sich aber auch dem Urteil der Krankenkassen und deren Mitglieder. Im November 2011 wurde die Klinik mit dem von der Techniker Krankenkasse vergebenen TK Klinikus-Preis als eines von 13 Krankenhäusern in Deutschland ausgezeichnet. Die Stroke-Unit, das Endoprothetikzentrum der Maximalversorgung, das gynäkologische Krebszentrum, sowie das Darmkrebszentrum sind zertifiziert. Die Klinik ist Mitglied im Qualitätsverbund Netzwerk im Alter, Pankow e. V. (QVNIA).
| Jahr    | Betten | Ärzte | Pflegekräfte, Hilfskräfte, therapeutisches Personal | Erste Hilfe | Behandlungen ambulant | Behandlungen stationär | Quelle |
| ------- | ------ | ----- | --------------------------------------------------- | ----------- | --------------------- | ---------------------- | ------ |
| 2010    | 344    | 96    | 220                                                 |             | 27.421                | 14.380                 | [ 10 ] |
| 2011    | 344    | 96    | 220                                                 | 25.959      |                       | 14.565                 | [ 10 ] |
| 2013    | 339    |       |                                                     |             | 28.651                | 15.146                 | [ 19 ] |
| 2015    | 319    |       |                                                     | 27.457      |                       | 14.400                 | [ 20 ] |
| 2023/24 | 349    |       |                                                     | 26.000      |                       | 17.000                 | [ 21 ] |